# Кушкимус
Кушкимус — река в России, протекает по Суоярвскому району Карелии.
Устье реки находится в 144 км от устья Шуи по правому берегу, в 7 км северо-западнее посёлка Игнойла. Длина реки составляет 19 км.

## Данные водного реестра
По данным государственного водного реестра России относится к Балтийскому бассейновому округу, водохозяйственный участок реки — Шуя, речной подбассейн реки — Свирь (включая реки бассейна Онежского озера). Относится к речному бассейну реки Нева (включая бассейны рек Онежского и Ладожского озера).
Код объекта в государственном водном реестре — 01040100112102000014394.